# Slimnic (okręg Vrancea)
Slimnic – wieś w Rumunii, w okręgu Vrancea, w gminie Tâmboești. W 2011 roku liczyła 961
mieszkańców